# David Leiva
David Leiva (Almería, 11 de enero de 1977) es un guitarrista español de estilo flamenco.
Su labor como guitarrista flamenco, concertista, pedagogo, transcriptor, escritor y compositor le ha llevado a ser unos de los jóvenes guitarristas que están destacando actualmente en el Flamenco. Licenciado en Pedagogía Musical, Guitarra Clásica y Guitarra Flamenca además, tiene un Máster en Investigación Musical. Su labor docente la realiza en el Taller de Músics de Barcelona, siendo unas de las escuelas de flamenco más importantes del mundo. Ha realizado varias presentaciones, conferencias y master class por conservatorios, escuelas y universidades. Desde el 2008 ha creado su propia metodología, siendo admirada y respetada por los especialistas del género y guitarristas de todo el mundo. Como pedagogo es un referente dentro de la enseñanza flamenca por su experiencia docente y por sus metodologías.
Actualmente es director del área del Taller de Músics, director de Institut flamenco de Barcelona y director artístico del festival Ciutat Flamenco.
Como autor ha sido pionero de numerosos métodos y libros de gran éxito en la pedagogía flamenca. Ha sido el primer autor que ha realizado un método musical sobre el Cante y el Baile flamenco, titulado “Método de cante y baile flamenco y su acompañamiento vol.1” su primer libro fue uno de los más vendidos del año 2009, colocándose como uno de los autores más importantes del flamenco en un solo año. Este éxito no es el único que ha obtenido en su primer año como escritor, su libro “Camarón guitar tab” es el primer libro en música sobre algunos temas del cantaor más grande de la historia, siendo en medio año unos de los libros más vendidos del 2009. Aparte de estos libros tiene “Método de cante y baile flamenco y su acompañamiento vol. 2, 3 y 4”, “Combo flamenco”, “Suite de flamenco”, “Método de guitarra flamenca desde el compás”, “Paco de Lucía guitar tab" y “Enrique Morente guitar tab". En el año 2010 David Leiva inicia con la empresa flamencolive la “Guía de la guitarra flamenca” siendo muy bien acogido por los guitarristas del género, siendo en poco tiempo, un libro de referencia dentro de la armonía flamenca. En el año 2011 inicia uno de sus retos más apasionantes dentro de la didáctica flamenca, lanza con la empresa RGB el “Tratado del acompañamiento al cante” una colección que con las nuevas tecnologías ofrece a este género la posibilidad de acompañar a los grandes maestros del cante flamenco, como Antonio Mairena, Pericón de Cádiz, Terremoto de Jerez, Rafael Romero… una posibilidad única para los guitarristas flamencos y puedan poner en su currículum que han acompañado a estos grandes cantaores de referencia. Todo este material ha recibiendo muy buena crítica de los especialistas del género y músicos en general.
En 2012 lanza su primer trabajo discográfico titulado "Fuente Victoria" un disco con nueve composiciones excepcionales. 
Firma y prueba las guitarras del prestigioso luthier Juan Montes y ha lanzado dos pioneros packs de guitarra flamenca con el sello Real Musical (Basic y Profesional). 
Como concertista solista ha actuado en diferentes teatros, festivales y salas de gran importancia internacional. Ha formado el grupo “David Leiva group” con el que han realizado varias giras nacionales e internacionales. Es compositor de varios espectáculos de baile de gran éxito como Rojo sobre Negro y Combo flamenco. En 2019 fue director musical del espectáculo Morente & Roach in memoriam y en 2021 ideó el espectáculo Suite de Lucía bajo la dirección de Joan Albert Amargós con la colaboración de Antonio Serrano, Carles Benavent, Rafael de Utrera entre otros. Su experiencia como guitarrista de acompañamiento le ha llevado a acompañar a grandes figuras del cante y baile flamenco.
Desde enero del 2014 es el transcriptor oficial del maestro “Paco de Lucía". Va a transcribir toda su obra en partitura. 

## Discos
- Fuente Victoria. Madrid 2012
- 12 Flores. Barcelona 2024

## Libros
- Método del cante y baile flamenco y su acompañamiento N.º 1. Nueva Carisch. Madrid 2008
- Método del cante y baile flamenco y su acompañamiento N.º 2. Nueva Carisch. Madrid 2009
- Método del cante y baile flamenco y su acompañamiento N.º 3. Nueva Carisch. Madrid 2010
- Método del cante y baile flamenco y su acompañamiento N.º 4. Nueva Carisch. Madrid 2010
- Camarón guitar tab con voz. Nueva Carisch. Madrid 2009
- Combo flamenco N.º 1. Nueva Carisch. Madrid 2009
- Suite de flamenco N.º 1. Barcelona 2009
- Método de guitarra flamenca desde el compás N.º 1. Nueva Carisch. Madrid 2010
- Método de guitarra flamenca desde el compás N.º 2. Nueva Carisch. Madrid 2011
- Guía de la guitarra flamenca. Flamencolive. Madrid 2010.
- Paco de Lucía anthology. Volonté. Madrid 2011.
- Enrique Morente guitar tab. Nueva Carisch. Madrid 2011.
- 20 Villancicos populares. Nueva Carisch. Madrid 2012.
- 20 Villancicos populares vol. 2. Nueva Carisch. Madrid 2016.
- Viva la copla. Nueva Carisch. Madrid 2012.
- Primeros pasos, Guitarra clásica para niños. Nueva Carisch. Madrid 2014.
- Antología de falsetas de Paco de Lucía, Bulerías 1ª época Flamencolive. Madrid 2014
- Antología de falsetas de Paco de Lucía, Tangos 1ª época Flamencolive. Madrid 2016
- Antología de falsetas de Paco de Lucía, Tientos 1ª época Flamencolive. Madrid 2016
- Antología de falsetas de Paco de Lucía, Soleá 1ª época Flamencolive. Madrid 2021
- Antología de falsetas de Paco de Lucía, Siguiriya 1ª época Flamencolive. Madrid 2022
- Siroco de Paco de Lucía Flamencolive. Madrid 2014
- Zyryab de Paco de Lucía Flamencolive. Madrid 2016
- Luzia de Paco de Lucía Flamencolive. Madrid 2017
- Duende Flamenco de Paco de Lucía Flamencolive. Madrid 2018
- Solo quiero caminar de Paco de Lucía Flamencolive. Madrid 2019
- Cositas buenas de Paco de Lucía Flamencolive. Madrid 2020
- Acompañamiento al cante de la A a la Z Flamencolive. Madrid 2022
- Canción Andaluza de Paco de Lucía Flamencolive. Madrid 2024
- 12 Flores Círculo Rojo. Almería 2024

## DVD
- Tratado del acompañamiento al cante, Soleá 1 y 2. RGB. Madrid 2011
- Tratado del acompañamiento al cante, Siguiriya 1 y 2. RGB. Madrid 2012
- Tratado del acompañamiento al cante, Alegrías. RGB. Madrid 2012
- Tratado del acompañamiento al cante, Tientos. RGB. Madrid 2012
- Tratado del acompañamiento al cante, Bulerías. RGB. Madrid 2013
- Tratado del acompañamiento al cante, Tangos. RGB. Madrid 2013
- Tratado del acompañamiento al cante, Fandangos naturales. RGB. Madrid 2013
- España en dos guitarras, Sabicas y Mario Escudero Vol. 1. RGB. Madrid 2012
- España en dos guitarras, Sabicas y Mario Escudero Vol. 2. RGB. Madrid 2012
- Tratado del ritmo y compás en la guitarra flamenca. Vol. 1  Madrid 2013
- Tratado del ritmo y compás en la guitarra flamenca. Vol. 2  RGB. Madrid 2013
- Guitarra flamenca por palos, Rumba RGB. Madrid 2016
- Guitarra flamenca por palos, Bulerías RGB. Madrid 2019